# تکوین بدن انسان

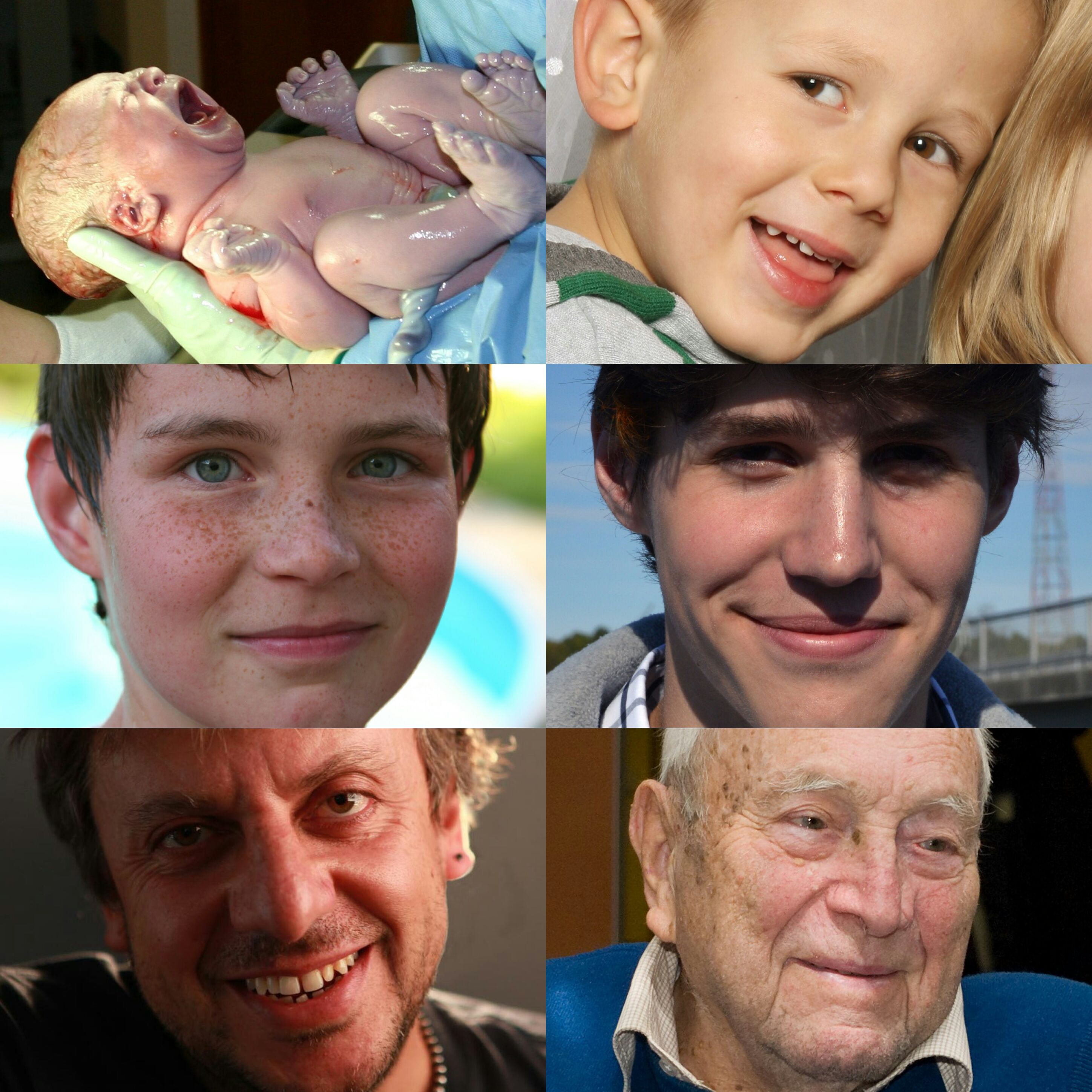
چهره انسان در سن‌های مختلف

تکوین بدن انسان (به انگلیسی: Development of the human body) به تغییرات و دگرگونی‌های پی‌درپی و منظمی گفته می‌شود که از زمان زایش و تولد تا مرگ  رخ می‌دهد. فرآیند تکوین با بارور شدن تخمک آغاز می‌شود، پس از شکل‌گیری یاختۀ زاگ، رویان در دیوارۀ زهدان لانه‌گزینی می‌کند. رشد و تکوین بیشتر پس از تولد نیز ادامه می‌یابد و شامل تکوین زیستی و تکوین روانی می‌باشد که این تغییرات در ابعاد و جنبه های گوناگون جسمانی، عاطفی، شناختی و اجتماعی به وجود می‌آید و دارای الگو و نظم ویژه‌ای است و دارای آثار بلند مدّتی در زندگی فرد می‌باشد. تکوین در دو بعد رسش و یادگیری انجام می‌پذیرد.
تکوین یک فرایند مرحله‌ای اما  پیوسته‌ است؛ و عموماً به هشت دورهٔ نوباوگی، نوپایی، کودکی، نوجوانی، جوانی، بزرگسالی، میان‌سالی، پیری بخش‌بندی می‌شود. تکوین فرآیندی کل‌گراست و ابعاد مختلفی دارد که مهم‌ترین آن‌ها از دید روان‌شناختی ادراک، زبان، یادگیری، تفکر و حرکت است.
انعطاف‌پذیری در تکوین به این معناست که انسان برای تغییر در مقابل تجربیات مثبت یا منفی زندگی خودش انعطاف‌پذیر است. کارشناسان تکوین معتقدند که بر اساس تغییرات گوناگون زندگی فرد دورۀ تکوین نیز می‌تواند به‌طور ناگهانی تغییر یابد، این انعطاف‌پذیری به انسان کمک می‌کند تا نقص‌ها و اختلال‌های تکوینی را برطرف کند.
تکوین تحت‌تأثیر زمینه‌ها و شرایط تاریخی و فرهنگی قرار دارد، زیرا هر جامعه الگوهای ویژه‌ای از باورها، ارزش‌ها، عادات، رسوم، مهارت‌ها دارد که آن را به نسل‌های بعدی خود منتقل می‌کند. این الگوهای اجتماعی و فرهنگی، تأثیر زیادی بر به وجود آمدن صفات و شایستگی‌ها در فرد دارند. رشد به واسطهٔ تغییرات اجتماعی زمان از قبیل حوادث تاریخی و جنبش اجتماعی تأثیر می‌پذیرد.
روان‌شناسی رشد رشته‌ای از روان‌شناسی است که به مطالعهٔ تکوین می‌پردازد.